# Idaea rusticaria
Idaea rusticaria là một loài bướm đêm trong họ Geometridae.